# 홋카이도 아이누
홋카이도 아이누는 주로 홋카이도에 거주하는 아이누계 민족이다. 아이누계 민족들 중 가장 큰 규모를 가지고 있으며, 내부적으로 메나스운쿠르, 슘운쿠르 등의 지역집단을 내포한다. 유카르 문학에서는 야운쿠르(아이누어: ヤウンクル Ya-un-kur→본토/내륙의 사람)라고도 한다.

## 지역집단
북해도의 아이누를 범주화하는 개념은 북방사 연구자 카이호 미네오가 처음 제창했으며, 카이호가 정의한 “북해도 아이누”란 북해도 각지에서 공통의 문화풍속을 가지는 집단을 가리킨다. 카이호는 17세기에 유력 수장(총을명)이 다스리는 대규모 지역집단이 5개 있었고, 이 5개 집단이 20세기 들어 코우노 히로미치가 무덤양식의 차이에 근거해 아이누를 분류했던 것과 대체로 일치하는 것을 지적했다. 카이호는 이러한 지역집단들이 “아이누 민족의 국가형성에의 태동기라고 할 수 있는 영웅시대의 소산”으로, 막번시대 일본에 의한 아이누 지배가 강화되면서 국가형성으로 나아가지 못하고 “단순히 풍속・습관을 공유할 뿐인 『계통』들로 변용되어 버린 것”이라고 주장했다.:118–120
카이호의 견해는 많은 연구자들에게 받아들여졌지만, “공통의 문화를 가지는 집단”과 “수장이 다스리는 정치적 집단”을 안이하게 혼동했다는 비판도 있어, 북해도 아이누의 지역집단에 관해서는 미해결 과제도 많다. 고고학자 오오이 하루오는 “다섯 개의 지역집단”이 존재했다는 것 자체는 인정하지만, 그것을 “정치적 집단”으로 보지 말고, “출자적 차이에서 유래한 문화적 얽힘을 가진 집단”으로 보아야 한다고 지적했다.:97–103

### 슘운쿠르
슘운쿠르는 히다카국 북부 및 이부리국 동부를 거주지로 하는 집단이다. 자기네 조상들이 혼슈에서 이주해왔다는, 다른 아이누에게서는 볼 수 없는 전승을 가지고 있어서, 오슈 후지와라씨의 붕괴를 계기로 동북지방에서 북해도로 이주한 오우 아이누의 후손으로 여겨진다.:101–102 17세기에는 남쪽의 메나스운쿠르와 격렬하게 대립했고, 이 대립이 나중에 샤쿠샤인의 난으로 이어졌다. 현대 북해도에서 아이누 인구가 가장 많은 히다카・이부리 지방은 슘운쿠르의 거주지역과 일치하고 있는데, 이는 샤쿠샤인의 난 등에서 슘운쿠르가 마츠마에번의 편에 섰기 때문이 아닐까 하는 설이 있디.

### 메나스운쿠르
메나스운쿠르는 히다카국 남부에서 도카치・쿠시로・네무로국 일대에 이르는 지역, 즉 도동지방에 살았던 집단이다. 도동 일대에서 번성한 토비니타이 문화를 모체로 하여, 아이누 문화를 비교적 늦게 수용한 집단으로 여겨진다. 17세기에는 시즈나이강의 수장이었던 샤쿠샤인이 슘운쿠르와 항쟁을 하다가 최종적으로는 마츠마에번과 싸우기에 이르렀다(샤쿠샤인의 난). 18세기에는 “메나시 지방”과 쿠나시르섬 사이에 전쟁이 일어나는 등, 메나스운쿠르는 아이누 집단 가운데 독립심이 가장 왕성했다. 고고학적으로는 메나스운쿠르 거주 지역에만 “성새로서의 챠시”가 발견된다는 것도 특이하다.:103–105

### 이시카르운쿠르
이시카르운쿠르는 슘운쿠르의 거주권인 치토세강 유역을 제외한 이시카리강 유역 일대(이시카리국과 거의 일치)를 거주지로 한 집단이다. 이시카리강 유역은 제문시대부터 연어잡이로 번창했던 지역으로, 선주민이었던 제문집단과 이후 이주해온 오우 아이누가 결합하는 형태로 성립된 것으로 여겨진다. 샤쿠샤인의 난 때 마츠마에번이 무역단절을 협박하며 굴복을 요구하자 당시 수장이었던 하우카세가 자기들은 “마츠마에번과의 교역이 없어도 생활할 수 있다”고 호언장담하는 등, 북해도의 아이누 가운데 토지와 자원이 특히 풍부했던 집단으로 알려져 있었다.

### 우치우라 아이누
우치우라 아이누는 이부리국 서부에서 오시마반도 동부의 우치우라만 일대까지를 거주지로 한 집단이었다. 샤쿠샤인의 난 때 메나스운쿠르와 은밀히 연락을 취해 동맹관계를 맺는 등, 태평양 연안의 여러 집단과 밀접한 관계를 맺었다. 그러나 그 거주지가 마츠마에를 중심으로 한 야마토인들의 진출 교두보에 가까웠기 때문에 일찍이부터 아이누 인구의 감소가 시작되었고, 그 기원과 문화에 대해서 불분명한 점이 많다.:111–112 그들이 스스로를 무엇이라 불렀는지도 기록이 없다. 다만 18세기에 우치우라만 서부에 호레바시운쿠르(ホレバシウンクル)와 우시케슘쿠르(ウシケシュンクル)라는 집단이 살았기에, 이들이 우치우라 아이누의 후손으로 추측된다.

### 기타
카이호는 이상 4대 집단에 더하여 “요이치 아이누”라는 집단을 정의했지만, 오오이는 이 집단은 사할린 아이누의 일파라고 보아야 한다고 반론했다. 또한 북해도에는 이상의 큰 집단들 외에도 수많은 작은 아이누 집단들이 존재했으리라 생각되지만, 아직 밝혀지지 않은 점이 많다.

## 언어
역사적으로 북해도를 통일한 아이누계 세력은 존재하지 않았기 때문에, 표준어에 상당하는 것이 존재하지 않고 복수의 방언이 병렬적으로 존재한다. 근대 이후 북해도아이누협회에서 아이누어의 유지보존 활동이 이루어지면서 사할린 아이누어와 차이를 의식해 “북해도 아이누어”라는 용어를 사용하기 시작했다. 예컨대 사할린 아이누어를 연구한 무라사키 쿄코는 『사할린 아이누어 입문회화: 북해도 아이누어와의 차이를 이해』(2009년 녹경사)라는 서적을 출판했다.